# Yeng Constantino
Yeng Constantino, född 4 december 1988 i Rodriguez, är en filippinsk sångerska. Hon blev känd år 2006 då hon vann den första säsongen av den filippinska versionen av Star Academy. Efter det släppte hon sitt debutalbum Salamat den 19 januari 2007. Albumet certifierades tre gånger platinum för sin försäljning av 90 000 exemplar. Den 29 februari 2008 släppte hon sitt andra album Journey. Det andra albumet certifierades guld för 15 000 sålda exemplar. Den 8 oktober 2009 kom det tredje albumet Lapit. Den 4 augusti 2011 släppte hon sitt första livealbum Yeng Versions Live. Livealbumet certifierades platinum för 30 000 sålda exemplar. Hon är även värd för TV-programmet Music Uplate Live.

## Diskografi

### Studio
- 2007 - Salamat
- 2008 - Journey
- 2009 - Lapit

### Livealbum
- 2011 - Yeng Versions Live